# Сельское поселение Девятинское

В 2013 году к Девятинскому СП было присоединено Янишевское

Девятинское сельское поселение — сельское поселение в составе Вытегорского района Вологодской области. Центр — село Девятины.

## География
Расположено в центре района. Граничит:
- на севере с Саминским сельским поселением
- на западе с Андомским и Анхимовским сельскими поселениями,
- на юге с Алмозерским, Анненским и Кемским сельскими поселениями,
- на востоке с Каргопольским районом Архангельской области.

По территории сельского поселения проходит автодорога А119. На территории располагается Новинское (Новинковское) водохранилище, множество озёр и рек. Крупнейшие реки — Вытегра, Саменжа, Андома, Янишевка.
Площадь сельского поселения 263 тыс. га, в том числе 59 765 га территория бывшего Янишевского сельского поселения.

## История
Первые упоминания о селе Девятины датированы XV веком. После строительства Мариинской водной системы основным занятием жителей Девятин стали строительство судов, заготовка и переработка древесины и обслуживание водной системы. В 1890—1896 годах в районе села был создан Девятинский перекоп — искусственный судоходный канал длиной 1,5 км, прокопанный в монолитных известняках.
В конце XIX века в кузнице в селе Девятины изготовляли паровые катера. На основе этой кузницы впоследствии были созданы судоремонтные мастерские.
В 1999 году был утверждён список населённых пунктов Вологодской области. Согласно этому списку, в Девятинский сельсовет входили 14 населённых пунктов. В 2001 году был упразднён посёлок Саменжа.
1 января 2006 года в соответствии с федеральным законом № 131 «Об общих принципах организации местного самоуправления в Российской Федерации» образовано Девятинское сельское поселение, в состав которого вошёл Девятинский сельсовет.
30 мая 2013 года к Девятинскому сельскому поселению было присоединено Янишевское сельское поселение, в состав которого входил один посёлок Янишево.

## Экономика
В сельском поселении работают Новинковский и Девятинский гидроузлы Волго-Балтийского канала, Вытегорский ремонтно-строительный цех. В посёлке Депо с 1922 года работает крупнейший в районе Белоручейский леспромхоз (ЗАО «Белый ручей») с действующей лесовозной узкоколейной железной дорогой, с 2006 года — мини-ТЭЦ, работающая на отходах от переработки древесины.
Действуют 3 средние общеобразовательные школы и 3 детских сада (в посёлках Депо и Янишево, селе Девятины), районная участковая больница, станция скорой медицинской помощи и дом-интернат для престарелых и инвалидов в посёлке Депо, фельдшерско-акушерский пункт в селе Девятины, 2 библиотеки, детско-юношеская спортивная школа и спортивный комплекс. В посёлке Янишево действуют Янишевский лесопункт ЗАО «Белый ручей», 2 магазина, пекарня, фельдшерско-акушерский пункт, отделение связи, клуб, библиотека.

## Природа
На территории Девятинского сельского поселения расположены памятники природы:
- геологический и гидротехнический памятник природы «Девятинский перекоп»;
- ландшафтный памятник природы «Белоручейское урочище»;
- ландшафтный памятник природы «Родниковые истоки ручья Белый»;
- ландшафтный памятник природы местного значения «Бор Белый Ручей».

## Население
По данным переписи 2010 года, население Девятинского сельского поселения составляло 4073 человека, Янишевского — 457 человек, оценка на 1 января 2012 года — 3996 человек и 437 человек соответственно.

## Населённые пункты
В состав сельского поселения входят 14 населённых пунктов, в том числе
8 деревень,
5 посёлков,
1 село.
| Населённый пункт     | ОКАТО          | Рег. номер | Расстояние до районного центра, км | Расстояние до центра поселения, км | Индекс | Координаты                      |
| -------------------- | -------------- | ---------- | ---------------------------------- | ---------------------------------- | ------ | ------------------------------- |
| посёлок Алексеевское | 19 222 820 002 | 2927       | 20                                 | 6                                  | 162936 | 60°56′14″ с. ш. 36°42′38″ в. д. |
| деревня Андреевская  | 19 222 820 003 | 2928       | 24                                 | 1                                  | 162936 |                                 |
| деревня Белый Ручей  | 19 222 820 004 | 2929       | 26                                 | 3                                  | 162936 | 60°55′18″ с. ш. 36°49′54″ в. д. |
| деревня Бродовская   | 19 222 820 005 | 2930       | 24                                 | 0,5                                | 162936 | 60°54′37″ с. ш. 36°46′58″ в. д. |
| деревня Великий Двор | 19 222 820 006 | 2931       | 26                                 | 3                                  | 162936 | 60°54′58″ с. ш. 36°49′00″ в. д. |
| село Девятины        | 19 222 820 001 | 2926       | 23                                 | 0                                  | 162936 | 60°55′10″ с. ш. 36°46′26″ в. д. |
| посёлок Депо         | 19 222 820 007 | 2932       | 26                                 | 3                                  | 162940 | 60°54′53″ с. ш. 36°50′44″ в. д. |
| деревня Куры         | 19 222 820 008 | 2933       | 19                                 | 7                                  | 162936 | 60°57′40″ с. ш. 36°40′14″ в. д. |
| деревня Марково      | 19 222 820 009 | 2934       | 21                                 | 7                                  | 162936 | 60°56′17″ с. ш. 36°40′45″ в. д. |
| посёлок Новинки      | 19 222 820 010 | 2935       | 28                                 | 5                                  | 162936 | 60°55′18″ с. ш. 36°43′26″ в. д. |
| деревня Савино       | 19 222 820 011 | 2936       | 21                                 | 7                                  | 162936 | 60°55′45″ с. ш. 36°41′28″ в. д. |
| посёлок Северный     | 19 222 820 013 | 2938       | 45                                 | 19                                 | 162936 | 61°02′33″ с. ш. 36°56′03″ в. д. |
| деревня Ялосарь      | 19 222 820 014 | 2939       | 20                                 | 3                                  | 162936 | 60°55′53″ с. ш. 36°44′34″ в. д. |
| посёлок Янишево      | 19 222 870 001 | 3121       | 100                                |                                    | 162948 | 61°13′23″ с. ш. 37°33′06″ в. д. |

Упразднённые населённые пункты:
| Населённый пункт | ОКАТО          | Рег. номер | Расстояние до районного центра, км | Расстояние до центра поселения, км | Индекс | Координаты                      | Комментарий          |
| ---------------- | -------------- | ---------- | ---------------------------------- | ---------------------------------- | ------ | ------------------------------- | -------------------- |
| посёлок Саменжа  | 19 222 820 012 | 2937       | 53                                 | 27                                 | 162936 | 61°01′04″ с. ш. 37°08′29″ в. д. | Упразднён 22.05.2001 |